# Fatous lemma
Fatous lemma är en olikhet inom matematisk analys som förkunnar att om {\displaystyle \mu } är ett mått på en mängd {\displaystyle X} och {\displaystyle f_{n}} är en följd av funktioner på {\displaystyle X}, mätbara med avseende på {\displaystyle \mu }, så gäller
{\displaystyle \int \liminf _{n\rightarrow \infty }f_{n}\,\mathrm {d} \mu \leq \liminf _{n\to \infty }\int f_{n}\,\mathrm {d} \mu .}

## Bevis
Fatous lemma kan bevisas på följande vis. Låt {\displaystyle g_{n}(x)=\inf\{\,f_{k}(x):n\leq k\,\}}. Då är {\displaystyle g_{n}\leq f_{n}} och {\displaystyle \{g_{n}\}} är en växande följd av funktioner på {\displaystyle X}. Härav följer att
{\displaystyle \int g_{n}\,\mathrm {d} \mu \leq \int f_{n}\,\mathrm {d} \mu }
gäller för varje {\displaystyle n} och att gränsvärdet {\displaystyle \lim _{n\to \infty }\int g_{n}\,\mathrm {d} \mu } existerar, varför 
{\displaystyle \lim _{n\to \infty }\int g_{n}\,\mathrm {d} \mu \leq \liminf _{n\to \infty }\int f_{n}\,\mathrm {d} \mu }.
Det är också klart att {\displaystyle \lim _{n\to \infty }g_{n}=\liminf _{n\to \infty }f_{n}}. Nu ger monotona konvergenssatsen att 
{\displaystyle \int \liminf _{n\to \infty }f_{n}\,\mathrm {d} \mu =\int \lim _{n\to \infty }g_{n}\,\mathrm {d} \mu =\lim _{n\to \infty }\int g_{n}\,\mathrm {d} \mu \leq \liminf _{n\to \infty }\int f_{n}\,\mathrm {d} \mu },
vilket slutför beviset.